# Campeonato Nacional de Béisbol Superior de Nicaragua
El Campeonato Nacional de Béisbol Superior “Germán Pomares Ordóñez” de Nicaragua, llamado comúnmente el Pomares o Campeonato Béisbol de Primera División, es un torneo de béisbol organizado por la Comisión Nicaragüense de Béisbol Superior (CNBS). Es la segunda mejor liga de béisbol del país, detrás de la Liga de Béisbol Profesional Nacional. El torneo se caracteriza por la representación de los departamentos de Nicaragua en los equipos en contienda.

## Características
El campeonato superior de béisbol en Nicaragua ha venido desarrollándose desde los años 1980. Sin embargo, la organización de los torneos había sido irregular, hasta que en el 2009, con una importante intervención del gobierno de Nicaragua, se decidió poner en marcha una nueva etapa de la Liga Germán Pomares Ordóñez que integra a todas las regiones del país para conformar un Campeonato Nacional de Béisbol de Primera División.
Algunas características del campeonato son las siguientes:
- Existe representación de los 15 departamentos y 2 regiones autónomas de la República de Nicaragua.
- Se utiliza bate de madera.
- Existe la regla del bateador designado.
- Se aplica la regla del nocaut (KO) en la que se declara como ganador a un equipo que tiene una diferencia igual o mayor a 10 carreras a partir de la séptima entrada (en juego de 9 entradas), o a partir de la quinta entrada (en juego de 7 entradas).
- Se aplica la regla del súper-nocaut en la que se declara como ganador a un equipo que tiene una diferencia igual o mayor a 15 carreras a partir de la quinta entrada.
- Se admite la inscripción de un jugador extranjero nacionalizado por equipo.
- Existen, por regla general, la inscripción máxima de 9 jugadores mayores de 27 años, un mínimo de 8 jugadores entre 23 y 26 años, y un mínimo de ocho jugadores menores entre 17 y 22 años (aunque tres son de inscripción forzosa).

## Formato
El campeonato se desarrolla en dos fases. En la primera los equipos se encuentran divididos en dos grupos de nueve integrantes y se enfrentan todos contra todos. Se clasifican a la segunda etapa generalmente los ocho equipos con el mejor promedio de victorias y derrotas. En esta etapa puede variar la decisión del campeonato sea por sistema de todos contra todos con clasificación directa de los mejores cuatro a semifinales y final; o se realiza la eliminación directa de los ocho equipos.

## Equipos campeones en la historia del béisbol moderno en Nicaragua
| Temporada | Equipo campeón         | Equipo subcampeón |
| 1970      | Chinandega             | Leones            |
| 1971      | Chinandega             | Granada           |
| 1972      | Granada                | León              |
| 1973      | León                   | Chinandega        |
| 1973      | Flor de Caña           | Granada           |
| 1974      | Chinandega             | Estelí            |
| 1974      | Mets León              | Flor de Caña      |
| 1975      | Bóer                   | Estelí            |
| 1975      | 5 Estrellas            | Mets León         |
| 1976      | Bóer                   | Chinandega        |
| 1976      | Mets León              | 5 Estrellas       |
| 1977      | Bóer                   | Estelí            |
| 1977      | Granada                | Mets León         |
| 1978      | Granada                | Estelí            |
| 1979      | Tigers                 | Tiburones         |
| 1980      | Rivas                  | León              |
| 1981      | León                   | Rivas             |
| 1982      | Rivas                  | Dantos            |
| 1982-83   | León                   | Rivas             |
| 1983-84   | León                   | Costa Atlántica   |
| 1984-85   | Dantos                 | Granada           |
| 1985-86   | León                   | Chinandega        |
| 1986-87   | Dantos                 | Bóer              |
| 1987-88   | Dantos                 | Costa Atlántica   |
| 1988-89   | Costa Atlántica        | Chinandega        |
| 1989-90   | León                   | Dantos            |
| 1990-91   | Dantos                 | Chinandega        |
| 1991-92   | San Fernando           | Bóer              |
| 1992-93   | Granada                | San Fernando      |
| 1993-94   | San Fernando           | Rivas             |
| 1994-95   | Bóer                   | San Fernando      |
| 1995-96   | Bóer                   | San Fernando      |
| 1996-97   | León                   | Bóer              |
| 1997-98   | Bóer                   | San Fernando      |
| 1998-99   | León                   | San Fernando      |
| 1999-00   | Norte Matagalpa        | Rivas             |
| 2000-01   | León                   | Bóer              |
| 2002      | Bóer                   | Chinandega        |
| 2002-03   | León                   | Granada           |
| 2003-04   | San Fernando           | Chinandega        |
| 2004-05   | Bóer                   | Matagalpa         |
| 2005-06   | Matagalpa              | Granada           |
| 2006      | Indigenas              | Frente Sur        |
| 2007      | Granada                | León              |
| 2008      | Matagalpa              | Granada           |
| 2009      | Tiburones de Granada   | Estelí            |
| 2010      | Indios del Bóer        | Costa Caribe      |
| 2011      | Estelí                 | Costa Caribe      |
| 2012      | Indígenas de Matagalpa | Bóer              |
| 2013      | Costa Caribe           | Bóer              |
| 2014      | Indios del Bóer        | Costa Caribe      |
| 2015      | Indígenas de Matagalpa | León              |
| 2016      | Dantos de Managua      | Bóer              |
| 2017      | Rivas                  | León              |
| 2018      | Dantos de Managua      | Bóer              |
| 2019      | León                   | Bóer              |
| 2020      | Bóer                   | Dantos            |
| 2021      | Dantos                 | Matagalpa         |
| 2022      | Boer                   | Dantos            |
| 2023      | Dantos                 | Estelí            |
| 2024      | Chinandega             | Dantos            |

## Equipos
Desde la temporada 2023, los equipos participantes han sido los siguientes:
| Equipo                  | Departamento           | Estadio                                                                       | Capacidad |
| ----------------------- | ---------------------- | ----------------------------------------------------------------------------- | --------- |
| Indios del Bóer         | Managua                | Estadio Nacional Soberanía                                                    | 15,000    |
| Brumas                  | Jinotega               | Estadio Moisés Palacios Escorcia                                              |           |
| Cafetaleros             | Carazo                 | Estadio Pedro Selva                                                           |           |
| Cañoneros               | Madriz                 | Estadio Santiago                                                              |           |
| Caribe Norte            | RACCN                  | Estadio Jimmy Webster Palmer                                                  |           |
| Caribe Sur              | RACCS                  | Estadio Glorias Costeñas                                                      | 4,000     |
| Dantos                  | Managua                | Estadio Stanley Cayasso, Estadio Nacional Soberanía y Estadio Jackie Robinson |           |
| Defensores              | Río San Juan           | Estadio Gabriel Aguirre Marín                                                 |           |
| Tabacaleros             | Estelí                 | Estadio Rufo Marín Bellorin                                                   |           |
| Fieras del San Fernando | Masaya                 | Estadio Roberto Clemente                                                      | 6,000     |
| Frente Sur              | Rivas                  | Estadio Yamil Ríos Ugarte                                                     | 6,000     |
| Gigantes                | Zelaya Central         | Estadio San Luis, Ciudad El Rama                                              |           |
| Indígenas               | Matagalpa              | Estadio Chale Solís                                                           |           |
| Leones                  | León                   | Estadio Héroes y Mártires de Septiembre                                       | 8,000     |
| Tigres                  | Chinandega             | Estadio Efraín Tijerino                                                       | 8,000     |
| Guerreros               | Nueva Segovia          | Estadio Glorias del Deporte                                                   | 5,000     |
| Productores             | Boaco                  | Estadio Ernesto Incer Álvarez                                                 |           |
| Tiburones               | Granada                | Estadio Roque Tadeo Zavala                                                    | 6,000     |
| Toros                   | Chontales              | Estadio Carlos Guerra Colindres                                               | 2,000     |
| Mineros Del Caribe      | Triángulo Minero,RACCN | Estadio Oncelo Martín Jackson                                                 | 3,000     |